# Dmitri Venevítinov
Dmitri Vladimirovich Venevítinov en ruso Дми́трий Влади́мирович Веневи́тинов (Moscú, 14 de septiembre de 1805 - íd., 15 de marzo de 1827), escritor, poeta, traductor y filósofo ruso del romanticismo. 

## Biografía
Su familia provenía de la aristocracia adinerada y recibió de su madre, la princesa Ana Obolenskaya, una educación clásica aprendiendo latín, griego, francés y alemán. Su curiosidad se orientó hacia la filosofía alemana contemporánea (Schelling en especial) y la literatura. Asistió a la Universidad de Moscú y a la "Sociedad de Amigos", un círculo literario fundado por Semyon Raič, y en 1823 cofundó, junto con el príncipe Vladímir Odóyevski, el Círculo Secreto de Liubomudry o "Sociedad de Amor a la Sabiduría" (1823-1825) presidida por el propio príncipe con él como secretario. S. P. Shevyriov (1806-1864), definió el sentido de este grupo:
«La naturaleza no sólo está íntimamente unida al ser humano, sino que parece existir, ante todo, para explicar al hombre. Los misterios de la naturaleza son también los misterios humanos».
En 1825 Venevítinov empezó a trabajar en el Ministerio de Asuntos Exteriores y en noviembre de 1826 se trasladó a la sección local del ministerio en San Petersburgo. Por entonces se sospecha que tuvo colusión con los decembristas y, de hecho, fue detenido. Liberado a los tres días, la tuberculosis que padecía hacía mucho tiempo había empeorado y el poeta falleció el 27 de marzo de 1827. En su funeral participó Pushkin, que era primo lejano. Desde 1930 está enterrado en el cementerio de Novodevichy en Moscú.
Desde posiciones románticas, Venevítinov postuló que el pensamiento y el arte son instrumentos de conocimiento. En su obra reflexiva logra una alta perfección formal, pero su muerte prematura le impidió ocupar un lugar importante en la literatura rusa. El historiador y crítico literario Mirsky escribió que:
En este iniciador de una nueva cultura hay una sana frialdad y una amplitud de entendimiento que se buscarán en vano en sus sucesores, los idealistas de los años treinta. Su poesía es casi perfecta. Su estilo está inspirado en Pushkin y en Zhukovsky, pero él tiene un dominio muy personal: su dicción es pura y sus ritmos claros y majestuosos